# Lew Sergejewitsch Saizew
Lew Sergejewitsch Saizew (russisch Лев Сергеевич Зайцев, wiss. Transliteration Lev Sergeevič Zajcev; * 13. Juni 1937 in Uljanowsk) ist ein ehemaliger sowjetischer Eisschnellläufer.
Saizew, der für den Burevestnik Kuibyschew startete, nahm von 1959 bis 1966 an internationalen Wettbewerben teil. Dabei kam er in der Saison 1959/60 bei der Mehrkampfeuropameisterschaft 1960 in Oslo auf den 17. Platz im Großen Vierkampf und bei den Olympischen Winterspielen 1960 in Squaw Valley auf den 31. Platz über 1500 m. Bei den Olympischen Winterspielen im Februar 1964 in Innsbruck belegte er den fünften Platz über diese Distanz. Er nahm an keiner Weltmeisterschaft teil.

## Persönliche Bestzeiten
| Disziplin | Zeit        | Datum             | Ort           |
| --------- | ----------- | ----------------- | ------------- |
| 500 m     | 39,9 s      | 19. Januar 1964   | Almaty        |
| 1500 m    | 2:06,3 min  | 16. Januar 1964   | Almaty        |
| 3000 m    | 4:42,0 min  | 12. Januar 1963   | Almaty        |
| 5000 m    | 8:05,0 min  | 25. Dezember 1964 | Jekaterinburg |
| 10.000 m  | 17:16,7 min | 27. Februar 1966  | Ulaanbaatar   |